# Тазиев, Али Мусаевич
Али́ Муса́евич Тази́ев (ингуш. Тазинаькъан Мусай Ӏаьла; ранее был известен как Ахме́д Евло́ев; позывной и прозвище — «Магас»; род. 19 августа 1974, Насыр-Корт, Чечено-Ингушская АССР) — ингушский полевой командир, бригадный генерал ВС ЧРИ (2006), активный участник сепаратистского движения в Чечне 1990-е — 2000-е годы, амир «Вилайята Галгайче» (Ингушетия) Имарата Кавказ.

## Биография
В 1998 году сержант вневедомственной охраны Али Тазиев входил в группу, охранявшую жену советника президента Ингушетии Валерия Фатеева Ольгу Успенскую. 10 октября 1998 года женщина и сопровождавшие её два милиционера пропали. Ольгу Успенскую освободили из плена только через полтора года. Вскоре после похищения в Чечне было обнаружено тело напарника Тазиева Джандигова, и в 2000 году суд Ингушетии официально признал его смерть. Согласно оперативным данным, Али Тазиев примкнул к боевикам, где обзавелся паспортами на имена Ахмеда и Магомеда Евлоевых и по своему второму имени — Магомед, взял позывной при радиопереговорах «Магас».
Вначале он являлся участником группы Абу аль-Валида, а потом создал свой отряд из 30 человек, в который вошли жители Ингушетии, Кабардино-Балкарии, Калмыкии, Чечни и два араба. Предполагалось, что Тазиев — это ингуш, родившийся в Грозном, предположительно 1978 года рождения.
По данным силовиков, Тазиев был создателем первых отрядов на территории Ингушетии вместе с Абу Дзейтом и Магомедом Хашиевым, организация называлась «Джамаат-Халифат». Впервые в сводках МВД имя Ахмеда Евлоева прозвучало в 2004 году. В апреле, перед июньским нападением на Ингушетию, он был назначен командующим ингушским сектором вооружённых формирований самопровозглашённой Чеченской Республики Ичкерия.
В 2006 года указом президента ЧРИ Доку Умарова назначен командующим Кавказским фронтом ВС ЧРИ.
Был схвачен 9 июня 2010 года в ходе спецоперации ФСБ в пригороде города Малгобек. До своего задержания считался чуть ли не бессмертным, неуловимым полевым командиром, которого объявляли убитым 4 раза, но каждый раз он «воскресал». Всему причиной являлись 2 паспорта — на имя Магомеда и Ахмеда Евлоева, которые мешали внести ясность в личность этого бандглаваря. Личность «Магаса» для спецслужб оставалась загадкой, но при июньском нападении на Назрань несколько очевидцев опознали в командире боевиков бывшего милиционера Тазиева.
В связи с пленением Магаса Доку Умаров выступил со специальным обращением к ингушским «муджахидам», в котором призвал их делать дуа (мольбу) за Магаса, не отчаиваться и не падать духом, продолжать джихад.
Остатки отрядов Тазиева, по данным оперативников, базировались на границе Чечни и Ингушетии. В подчинении Магаса находился эмиссар Аль-Каиды Муханнад.

## Террористические операции
Тазиев был причастен к целому ряду террористических актов на Северном Кавказе и сотнях нападений на военных и милиционеров на территории Чечни и Ингушетии. Отряд Тазиева начал свою террористическую деятельность в 2003 году. За семь лет, до момента своего задержания, от рук банды Тазиева погибли несколько сотен милиционеров, военнослужащих и мирных жителей. Тазиев объявлен кровником десятками семей на территории Чечни и Ингушетии.

### 2004 год
- 22 июня — Нападение боевиков на Ингушетию. Вместе с Шамилем Басаевым, Абу-Кутейбом и Доку Умаровым был одним из организаторов нападения объединённых чечено-ингушских отрядов боевиков. Непосредственно командовал штурмовыми группами боевиков. Во главе 30 боевиков в военной форме с надписью «ОМОН» стоял на одном из перекрёстков Назрани (так называемый «Экажевский круг») и расстреливали представителей власти. По некоторым сведениям, лично расстрелял и. о. министра внутренних дел Ингушетии Абубукара Костоева и двух сотрудников прокуратуры[4]. Тогда же против Тазиева было возбуждено первое уголовное дело.
- 1-3 сентября — Террористический акт в Беслане. По информации журналистов, Тазиев принимал участие в подготовке теракта в Беслане и всё время поддерживал связь с террористами в школе[13], при этом ранее ошибочно сообщалось о непосредственном участии Тазиева в захвате школы и о его ликвидации во время штурма[14] и в первый день, когда милиционером был убит один из нападавших[15].

Постановлением от 17 сентября 2004 года «Магас» был объявлен в Федеральный розыск.

### 2006 год
- 9 июня — Бандиты из банды Тазиева одновременно в городе Карабулак и станице Орджоникидзевская расстреляли командира ингушского ОМОНа Мусу Нальгиева вместе с тремя малолетними детьми и двумя охранниками и заместителя главы администрации Сунженского района Галину Губину[17]. Через неделю в Назрановском районе Ингушетии была обнаружена база боевиков, в которой, по некоторым данным, находился «Магас». Но незадолго до обнаружения база была покинута[18].
- 10 июля — Уничтожение Шамиля Басаева. Появлялись слухи об уничтожении Тазиева — якобы он был в колонне автомобилей, сопровождая Басаева и подорвался вместе с ним. Однако позже эта информация была опровергнута[19].

### 2007 год
- 23 марта — похищен дядя президента Ингушетии Мурада Зязикова — Урусхан Зязиков. 13 октября похищенный был освобождён. По данным ингушских оперативников к похищению причастен Тазиев[20].
- 9 декабря — Взрыв автобуса в Невинномысске. В результате взрыва три пассажира погибли, а еще 24 человека получили ранения. По данным следствия этот теракт совершили два члена вооруженной банды, действующей на территории Ингушетии, организованной и руководимой Тазиевым[21].

### 2009 год
- 22 июня — покушение на президента Ингушетии Юнус-Бека Евкурова. По данным правоохранительных органов Али Тазиев вместе с Саидом Бурятским непосредственно организовали это преступление. До этого, по некоторым данным, Евкуров предложил Тазиеву через посредников покинуть республику, перебравшись, например, в Панкисское ущелье Грузии[22].
- 17 августа — теракт у здания РОВД Назрановского района Ингушетии. По данным ФСБ взрыв был организован Али Тазиевым[23].
- В преддверии Новогодних праздников ФСБ РФ получила оперативную информацию о готовящихся терактах в крупных городах России во время праздничных каникул, а также о четырёх лицах, готовящих преступные атаки. Среди них были «Магас» и Саид Бурятский[24],[25].

## Захват
Выяснилось, что с 2007 года Али Тазиев под фамилией Горбаков проживал в одном из частных домов на улице Мержоева в пригороде Сагопши ингушского города Малгобек. Соседям он представился переселенцем из Чечни. Вёл себя тихо и неприметно и никаких подозрений не вызывал. Операция по захвату «Магаса» началась за полгода до его задержания. Трижды он попадал в прицелы снайперов, но приказ был взять его живым.
В ночь на 9 июня 2010 года дом был окружён спецназом ФСБ. В момент задержания Тазиев не успел оказать сопротивления (по версии «Кавказ-центра» — из-за того, что был отравлен), сотрудники ФСБ потерь не понесли. В тот же день самолётом был перевезен в Москву, где решением лефортовского районного суда Москвы был взят под стражу, ему были предъявлены обвинения по следующим статьям УК: организация незаконного вооружённого формирования (часть 1 статьи 208), вооружённый мятеж (статья 279) и незаконный оборот оружия (часть 3 статьи 222).
С 10 июня 2010 года в отношении Али Тазиева велись допросы и все необходимые процедуры предварительного следствия.

## Предварительное следствие
Уже через два дня после поимки Тазиева губернатор Ингушетии Юнус-Бек Евкуров заявил, что «Магас» сломлен, и даёт показания.
Полгода спустя официальный источник в одной из российских спецслужб заявил, что «Магас» «активно сотрудничает со следствием и сдаёт подельников». По некоторым данным, именно «Магас» выдал ФСБ место нахождения крупной базы Доку Умарова и его заместителя Супьяна Абдуллаева по подготовке новобранцев и смертников, которая была ликвидирована ракетно-бомбовыми ударами и наземной операцией 28 марта 2011 года.
В октябре 2011 года в отношении Али Тазиева было завершено расследование. Предполагалось, что «Магас» будет приговорён к пожизненному сроку лишения свободы.
В 2012 году Мосгорсуд продлил «Магасу» срок содержания под стражей до 9 декабря. Будучи заключённым СИЗО «Лефортово», Тазиев сидел в трёхместной камере с холодильником и телевизором. 12 ноября 2012 года Тазиев ознакомился со всеми материалами уголовного дела на него, но заявил о непричастности к инкриминируемым ему преступлениям и о том, что никогда не занимал руководящих постов в бандформированиях. Содержавшийся совместно с Тазиевым певец Владимир Мартыненко (позднее осужденный за шпионаж в пользу КНР) в 2017 году рассказал, что Тазиев молился пять раз в день и рассказывал о пытках, которым его подвергли в Северной Осетии.
5 декабря 2012 года уголовное дело в отношении «Магаса» было передано в суд.

## Судебный процесс
Первые слушания по делу «Магаса» назначили на 20 декабря 2012 года. ФСБ РФ предположила, что для осуществления безопасности участников судебного процесса в отношении Тазиева дело должно рассматриваться не в СКФО, а в других регионах страны. В марте 2013 года Верховный суд оставил в силе решение о передаче дела Тазиева в Северо-Кавказский окружной военный суд, а также продлил срок содержания террористу под стражей до 9 июня.
На 13 мая 2013 года было назначено первое заседание Северо-Кавказского окружного военного суда по делу Тазиева.
13 мая 2013 года в Северо-Кавказском окружном военном суде в условиях беспрецедентных мер безопасности прошло первое открытое судебное заседание по делу «Магаса», на котором Али Тазиев признал себя виновным по двум инкриминируемым ему статьям УК РФ — незаконное хранение оружия и организация незаконного вооружённого формирования и участие в нём. На следующий день, 14 мая обвинение стало зачитывать конкретные эпизоды террористической деятельности Тазиева, с участием свидетелей и потерпевших, успев зачитать только часть материалов дела по теракту в Невинномысске. В среду, 15 мая на судебное заседание не явился ряд потерпевших при взрыве автобуса в Невинномысске, на процессе были зачитаны только показания умершей пострадавшей. На судебном заседании 16 мая обвинение оглашало материалы следствия, рассказывающие о преступлениях, совершённых боевиками Тазиева и им. Тазиев же проявил эмоциональную вспышку, недоумевая по поводу вменяемой ему связи с боевиками «Имарата Кавказ».
15 октября 2013 года Северо-Кавказский окружной военный суд (СКОВС) признал виновным Али Тазиева по ряду статей террористической направленности и по совокупности преступлений приговорил его к пожизненному лишению свободы с отбыванием в исправительной колонии особого режима. Не согласившись с приговором, подал жалобу в Верховный суд Российской Федерации. 18 февраля 2014 года Верховный суд оставил жалобу без удовлетворения, приговор вступил в законную силу. Отбывает наказание в исправительной колонии № 2 («Белый лебедь») города Соликамска.

## Семья
У Тазиева имеются шестеро детей.